# Алекс Линц
Александър Дейвид Линц (на английски: Alexander David Linz), по известен като Алекс Линц е американски актьор, известен най-вече с участието си в детската екшън комедия Сам вкъщи 3 (1997).
Син е на адвокатката Дебора Балтакс и професора в Университета в Санта Барбара Дейниъл Линц. Днес те са разведени и Линц живее с майка си. Той има по-малка сестра - Лили Алис. Изповядва юдаизма. Учил е в Гимназия Александър Хамилтън в Лос Анджелис и днес учи в Калифорнийския университет в Бъркли.
Кариерата му започва през 1995 в сериала Сибил. За кратко играе във сапунената опера Млади и неуморни като Чанс Чансълър. Следват участията в Един прекрасен ден с Мишел Пфайфър и Джордж Клуни и може би най-известното му - в Сам вкъщи 3. По-късно участва в Хей, Арнолд!, Брат ми прасето, Титан: След Земята, Голямата мисия на Макс Кийбъл и др. Последната роля на Линц е в драмата от 2007 Избери Конър, с участието на Стивън Уебър.